# 일본어투
일본어투(日本語套)는 현대 한국어에서 많이 쓰이는 일본식 발음이다. 노인들만 일본어투를 쓸 것 같지만, 사실 한국식 발음으로 변이된 것도 상당수다. 또한, 일본어 어법을 따른 문장이 한국어로 쓰이는 경우도 있다.

## 일본어투의 예

### 낱말
아래는 일본어투 낱말들이다.
- こんじょう(根性):곤조; 근성
- ちらし(散らし):찌라시; 전단지
- たまねぎ(玉葱):다마네기; 양파
- つきだし(突き出し):쓰끼다시; (일본요리에서) 첫 번째로 내놓는 간단한 음식.
- 계주(繼走):이어달리기
- 출산(出産):분만

#### 외래어
- リモコン(remote control): 리모컨
- スキンシップ(skinship): 스킨십
- レミコン(Ready-Mixed Concrete): 레미콘

## 같이 보기
- 일본제 한자어
- 일본어식 영어